# Список дипломатических миссий Бангладеш

Дипломатические миссии Бангладеш:
Бангладеш
Посольство или высшее уполномоченное представительство

Список дипломатических миссий Бангладеш — перечень дипломатических миссий (посольств) и представительств Бангладеш в странах мира (не включает почётных консульств).

## Европа
- Австрия
  - Вена (посольство)
- Бельгия
  - Брюссель (посольство)
- Великобритания

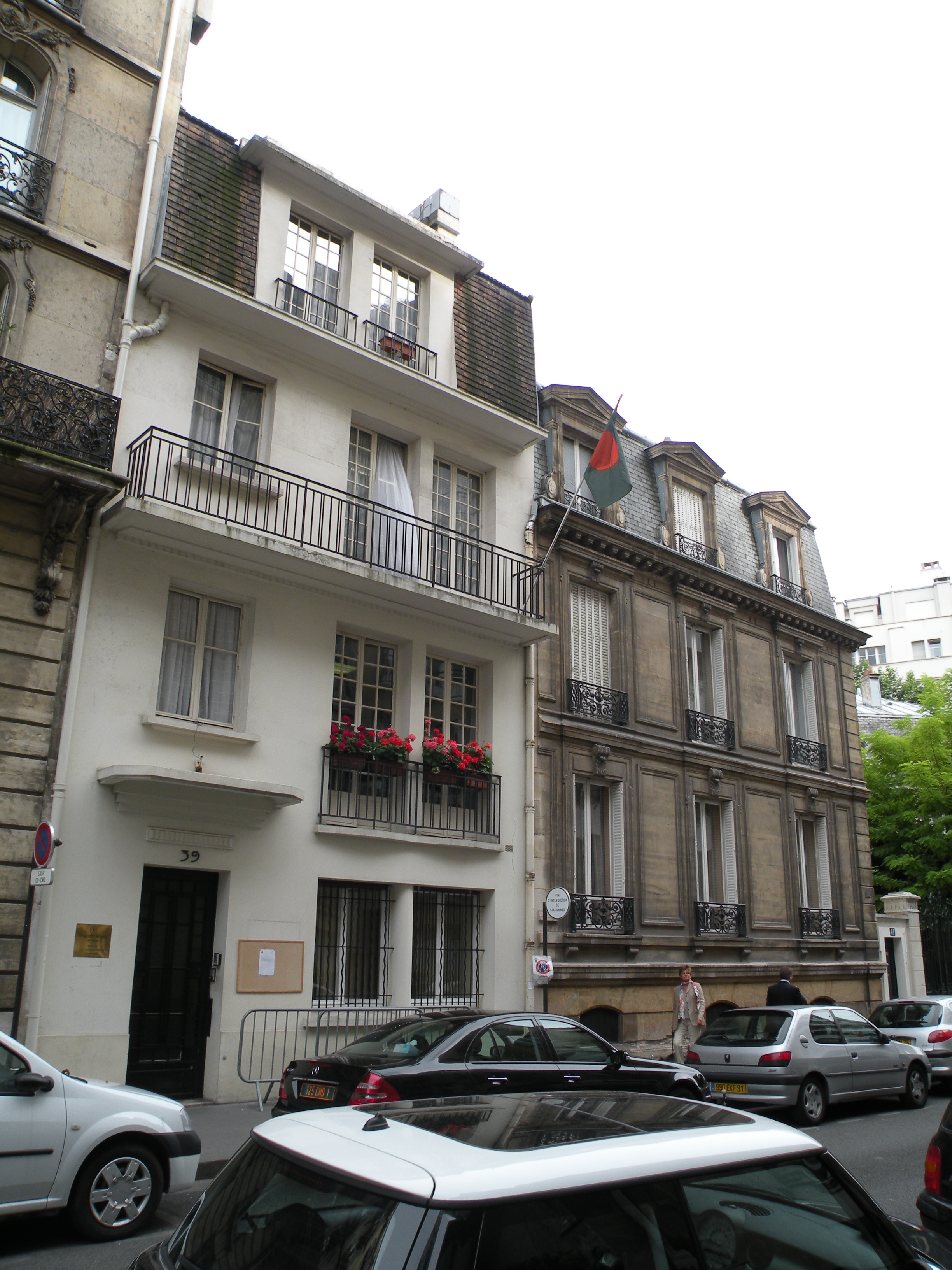
Посольство Бангладеш в Париже

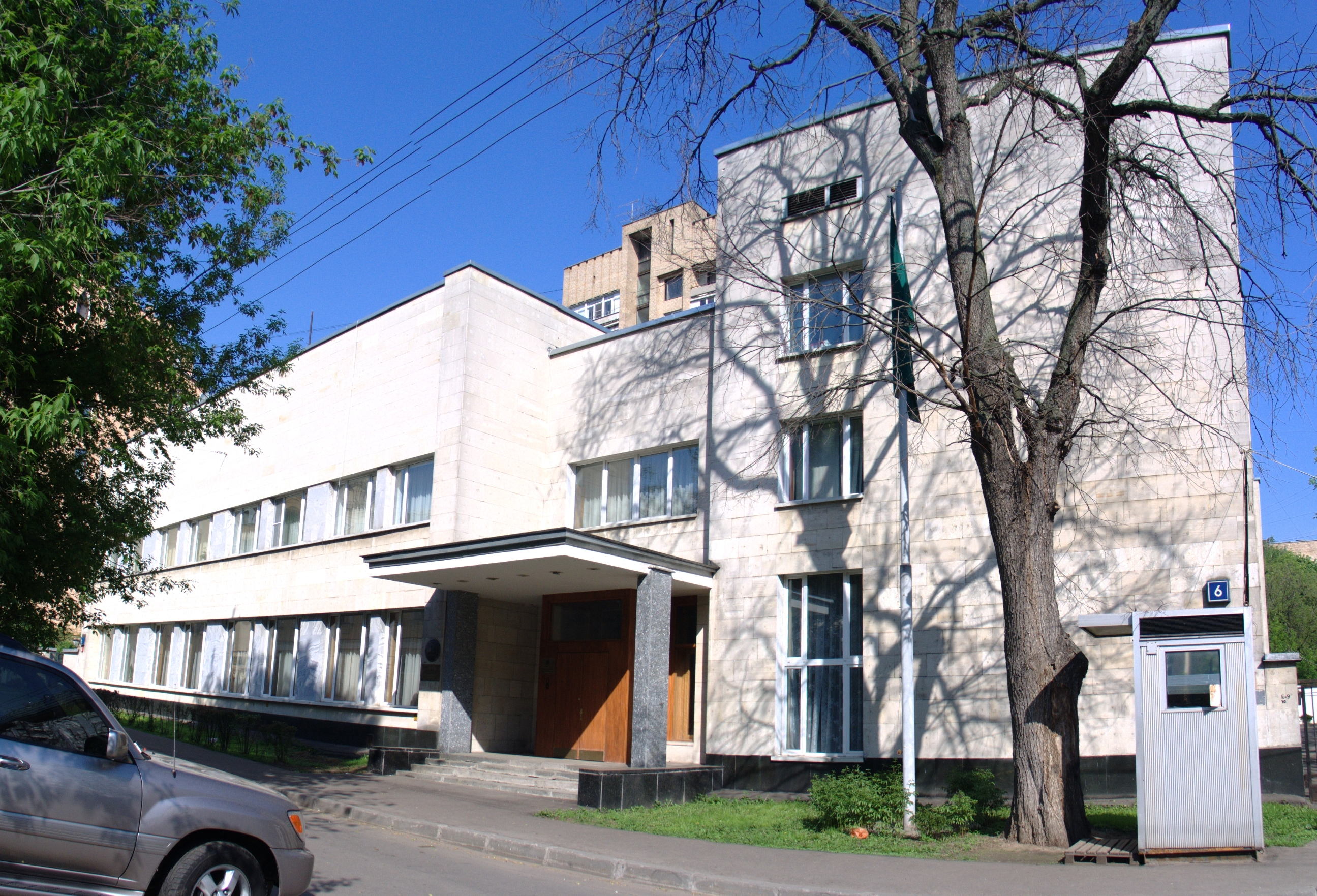
Посольство Бангладеш в Москве

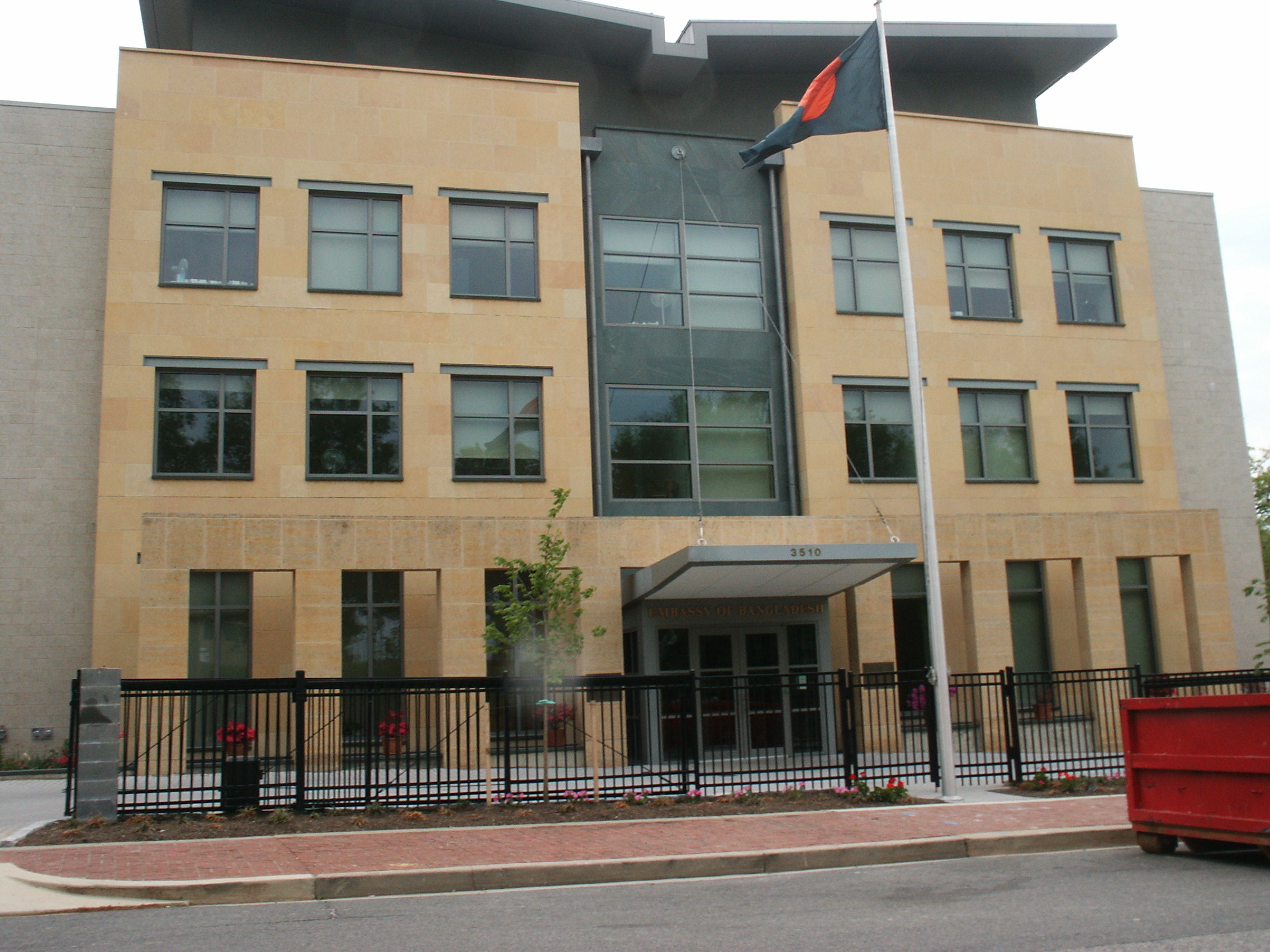
Посольство Бангладеш в Вашингтоне

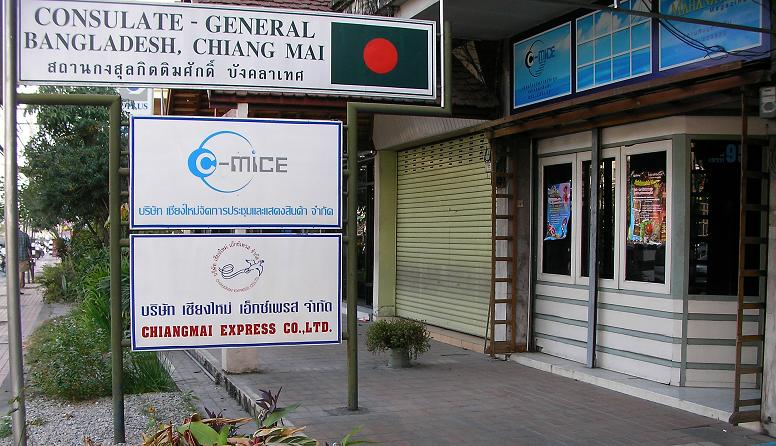
Консульство Бангладеш в Чиангмай, Таиланд

  - Лондон (высшее уполномоченное представительство)
  - Бирмингем (уполномоченное представительство)
  - Манчестер (уполномоченное представительство)
- Германия
  - Берлин (посольство)
- Греция
  - Афины (посольство)
- Дания
  - Копенгаген (посольство)
- Испания
  - Мадрид (посольство)
- Италия
  - Рим (посольство)
  - Милан (генеральное консульство)
- Нидерланды
  - Гаага (посольство)
- Польша
  - Варшава (посольство)
- Португалия
  - Лиссабон (посольство)
- Россия
  - Москва (посольство)
- Франция
  - Париж (посольство)
- Швейцария
  - Женева (посольство)
- Швеция
  - Стокгольм (посольство)

## Азия
- Бруней
  - Бандар-Сери-Бегаван (высшее уполномоченное представительство)
- Бутан
  - Тхимпху (посольство)
- Вьетнам
  - Ханой (посольство)
- Индия
  - Нью-Дели (высшее уполномоченное представительство)
  - Агартала (уполномоченное представительство)
  - Калькутта (уполномоченное представительство)
  - Мумбаи (уполномоченное представительство)
- Индонезия
  - Джакарта (посольство)
- Китай
  - Пекин (посольство)
  - Гонконг (генеральное консульство)
  - Куньмин (генеральное консульство)
- Республика Корея
  - Сеул (посольство)
- Малайзия
  - Куала-Лумпур (высшее уполномоченное представительство)
- Мальдивы
  - Мале (высшее уполномоченное представительство)
- Мьянма
  - Янгон (посольство)
  - Ситуэ (консульство)
- Непал
  - Катманду (посольство)
- Пакистан
  - Исламабад (высшее уполномоченное представительство)
  - Карачи (уполномоченное представительство)
- Сингапур
  - Сингапур (высшее уполномоченное представительство)
- Таиланд
  - Бангкок (посольство)
  - Чиангмай (генеральное консульство)
- Узбекистан
  - Ташкент (посольство)
- Филиппины
  - Манила (посольство)
- Шри-Ланка
  - Коломбо (высшее уполномоченное представительство)
- Япония
  - Токио (посольство)

## Ближний Восток
- Бахрейн
  - Манама (посольство)
- Иордания
  - Амман (посольство)
- Ирак
  - Багдад (посольство)
- Иран
  - Тегеран (посольство)
- Катар
  - Доха (посольство)
- Кувейт
  - Кувейт (посольство)
- Ливан
  - Бейрут (Посольство)
- ОАЭ
  - Абу-Даби (посольство)
  - Дубай (генеральное консульство)
- Оман
  - Маскат (посольство)
- Саудовская Аравия
  - Эр-Рияд (посольство)
  - Джидда (генеральное консульство)
- Турция
  - Анкара (посольство)
  - Стамбул (генеральное консульство)

## Америка
- Бразилия
  - Бразилиа (посольство)
- Канада
  - Оттава (высшее уполномоченное представительство)
- Мексика
  - Мехико (посольство)
- США
  - Вашингтон (посольство)
  - Лос-Анджелес (генеральное консульство)
  - Нью-Йорк (генеральное консульство)

## Африка
- Алжир
  - Алжир (посольство)
- Египет
  - Каир (посольство)
- Кения
  - Найроби (высшее уполномоченное представительство)
- Ливия
  - Триполи (посольство)
- Маврикий
  - Порт-Луи (высшее уполномоченное представительство)
- Марокко
  - Рабат (посольство)
- Нигерия
  - Абуджа (высшее уполномоченное представительство)
- Эфиопия
  - Аддис-Абеба (посольство)
- ЮАР
  - Претория (высшее уполномоченное представительство)

## Океания
- Австралия
  - Канберра (высшее уполномоченное представительство)

## Международные организации
- - Брюссель (постоянное представительство при ЕС)
  - Женева (постоянное представительство при ООН и других международных организациях)
  - Нью-Йорк (постоянное представительство при ООН)
  - Париж (постоянное представительство при ЮНЕСКО)
  - Рим (постоянное представительство при ФАО)